# Privilegio de Koszyce

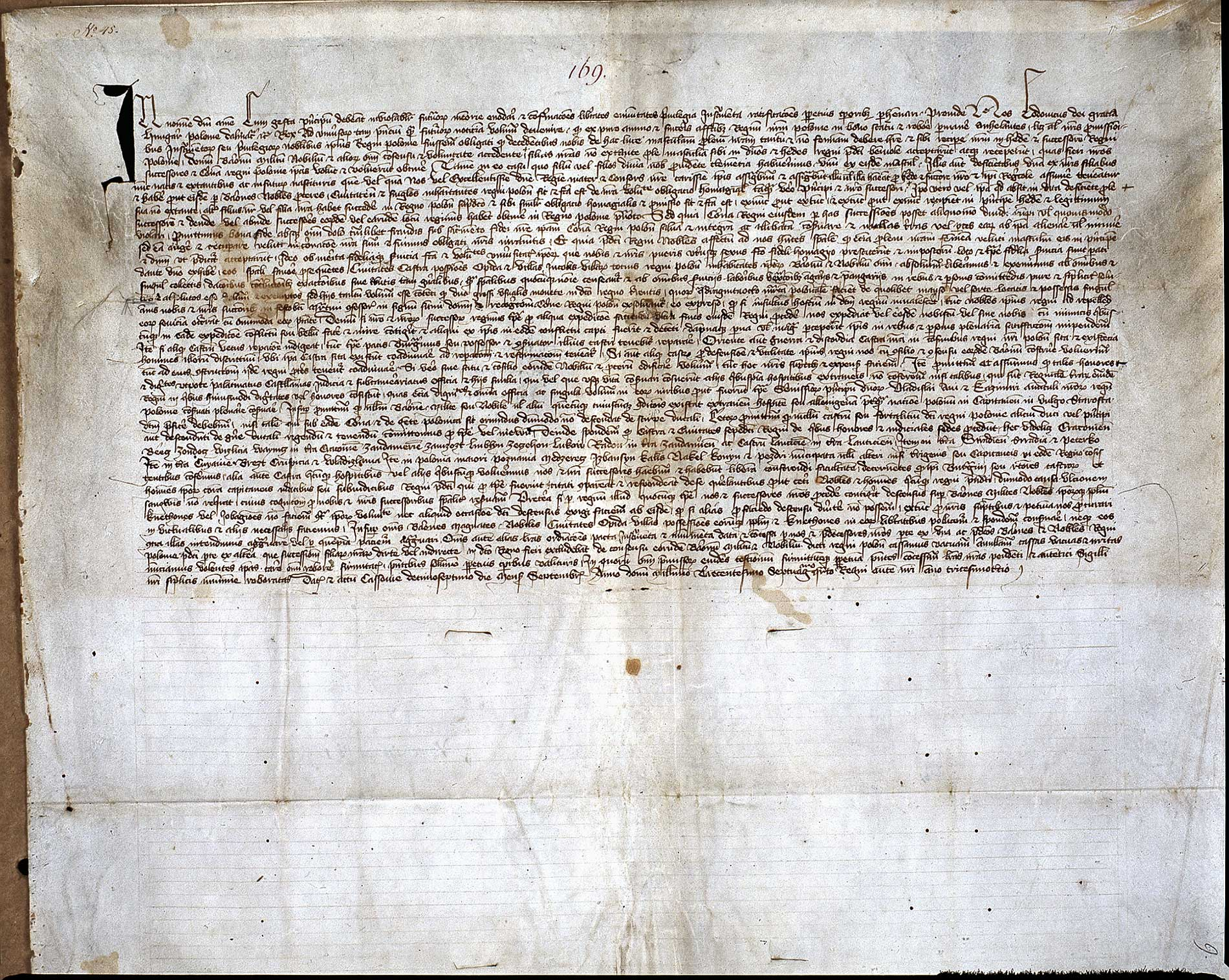
Privilegio de Koszyce.

El Privilegio de Koszyce (en húngaro: Kassai paktum) fue un acuerdo en el que el rey Luis I de Hungría realizaba una serie de concesiones a los szlachta (nobles) de Polonia en 1374. Los privilegios fueron otorgados en la población húngara de Kassa. La madre del rey húngaro Luis I era Isabel Łokietek, hija del rey Vladislao I de Polonia. Tras la desaparición de la Casa real polaca, el rey húngaro heredó el trono de Polonia, sin embargo, años después el propio Luis tuvo que enfrentar una situación similar: no tenía hijos herederos varones que lo sucediesen en Hungría y en Polonia. Ante esto decidió asegurarles los tronos a sus hijas en ambos reinos, firmando entre muchos, este pacto con la nobleza polaca concediéndoles ciertos privilegios. A cambio de estas concesiones los nobles polacos reconocerían a una de las hijas del monarca, Catalina, María o Eduvigis como reina de Polonia a su muerte.
Los szlachta obtendrían esta serie de privilegios:
- Exención de tributos con la excepción de dos groschen de un campo y 4 groschen de propiedades monásticas.
- Exención del deber de construir y reparar castillos, con la excepción de tiempo de guerra.
- Los cargos en la administración real serían ocupados exclusivamente por polacos.
- Los szlachta que participaran en la guerra recibirían pago como soldados.
- Exención de construir asentamientos y puentes.
- Exención de mantener a la corte real cuando viajara por el reino.

Como resultado, finalmente Eduvigis sucedió a su padre como monarca de Polonia tras una guerra civil. La influencia de Hungría en Polonia se redujo, pues una de las condiciones para el ascenso de Eduvigis al trono polaco fue el final de la unión entre ambos reinos. La emisión de estos privilegios incrementó el poder de la nobleza polaca, que influiría enormemente en la política del reino durante siglos.